# Котов, Николай Савельевич
Николай Савельевич Котов (20 мая 1936, хутор Зубов, Усть-Лабинский район, Краснодарский край, РСФСР, СССР — 14 августа 2016, Россия) — советский и российский агроном, политик, председатель колхоза «Кубань», председатель Краснодарского краевого отделения Аграрной партии России, депутат Государственной Думы ФС РФ первого созыва (1993—1995)

## Биография
Получил высшее образование по специальности «учёный агроном-экономист» в Кубанском сельскохозяйственном институте. С 1962 по 1965 год работал в колхозе «Кубань» Выселовского района Краснодарского края зоотехником, заведующим фермой, главным зоотехником. С 1965 по 1971 год работал управляющим отделением колхоза «Кубань». С 1971 по 1975 год работал в колхозе «Кубань» заместителем председателя колхоза, в то же время был секретарём партийного комитета КПСС. С 1975 года работал председателем колхоза «Кубань», после переименования в 1991 году — директором акционерного общества «Кубань». Был членом Совета и Правления Аграрной партии России, с 1992 года — руководитель Краснодарского краевого отделения АПР.
В 1993 году избран депутатом Государственной думы Федерального Собрания Российской Федерации первого созыва. В Государственной думе был членом комитета по собственности, приватизации и хозяйственной деятельности, входил во фракцию Аграрной партии России.
Умер 14 августа 2016 года.

## Награды  и звания
- Медаль «Ветеран труда»
- Медаль «За доблестный труд»
- Медаль «За выдающийся вклад в развитие Кубани» I степени
- Почётное звание  «Заслуженный  работник  сельского  хозяйства  Кубани»[4]